# Sand Point

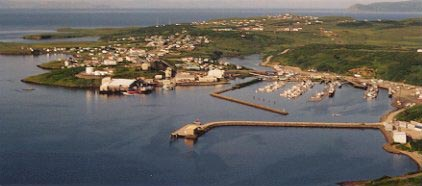
Sand Point

Sand Point is een plaats (city) in de Amerikaanse staat Alaska, en valt bestuurlijk gezien onder Aleutians East Borough.

## Demografie
Bij de volkstelling in 2000 werd het aantal inwoners vastgesteld op 952.
In 2006 is het aantal inwoners door het United States Census Bureau geschat op 918, een daling van 34 (-3.6%).

## Geografie
Volgens het United States Census Bureau beslaat de plaats een oppervlakte van
75,0 km², waarvan 20,2 km² land en 54,8 km² water.

## Plaatsen in de nabije omgeving
De onderstaande figuur toont nabijgelegen plaatsen in een straal van 112 km rond Sand Point.